# Marguerite Kofio
Marguerite Kofio (nascida em 1955) é uma política e ativista pelos direitos das mulheres centro-africana. Em 2008, foi eleita presidente da Organisation de femmes centrafricaines (OFCA), um cargo que ocupou até 2017.